# سردق
سردق، روستایی از توابع بخش یونسی شهرستان بجستان در استان خراسان رضوی ایران است.
سردق از شمال غربی به کویر و جعفرآباد و شمال شرقی به جنگل سردق و مرندیز و از جنوب به فخرآباد منتهی می‌شود.

## طبیعت
آب و هوای سردق مانند اکثر روستاها جنوب خراسان گرم و خشک می‌باشد. محصول اصلی کشاورزی این دهستان پسته می‌باشد، این دهستان دارای جنگل بزرگ تاغ می‌باشد که شامل پوشش جانوری متنوع از جمله خزندگانی مانند مار و حیواناتی مثل خرگوش و روباه و گرگ‌ها و پرندگانی مانند عقاب و شاهین می‌باشد. این جنگل تاغ از شمال سردق را پوشانده‌ است و علاوه بر زیبایی باعث کاهش بسیار زیاد گردوخاک شده‌ است.

### کویر نمک
در غرب سردق کویر نمک بردسکن خود نمایی می‌کند که دارای جاذبه‌ها توریستی جذابی می‌باشد. در واقع این کویر در ایام عید تا ابتدایی تابستان دریاچه موقت تبدیل می‌شود که در نوع خود بسیار جذاب و دیدنی می‌باشد.
که دومین پلایا از یازده پلایای ایران است این کویر نمک در محدوده شهرستان بجستان و بردسکن قرار دارد و همهٔ رودخانه‌های این منطقه از جمله کال شور تربت حیدریه، کال نمک بشرویه و کال شش‌طراز به این کویر منتهی می‌شوند.
این کویر به‌صورت دریاچه فصلی می‌باشد که در بعضی سال‌ها بسیار پرآب می‌شود. چه در حالت خشک و نمکی و چه دریاچه‌ای بودن این پلایه مقصد گردشگران زیادی می‌باشد. از کویر نمک بردسکن سالانه مقدار زیادی نمک خوراکی برداشت می‌شود که دارای خلوص بالایی نیز هست. ارتفاع پست‌ترین نقطه این دریاچه از سطح آبهای آزاد ۷۶۹ متر می‌باشد و وسعتی بیش از ۸ هزار هکتار دارد.

## جمعیت
این روستا مرکز دهستان سردق بوده و براساس سرشماری مرکز آمار ایران در سال ۱۳۹۵، جمعیت آن تقریباً ۱۶۵۰نفر بوده‌است.

## اماکن عمومی

### برای تنها سردق
- مذهبی
- مسجد و حسینهٔ چهارده معصوم
- مسجد المهدی
- مسجد فاطمة الزهرا
- زینبیه
- آموزش پایه
  - آموزش و پرورش
    - دوره ابتدایی
      - مدرسهٔ ش. چمران
      - مدرسهٔ شهدای سردق

    - دوره متوسطهٔ اول
      - مدرسه شهید رمضانی
      - مدرسه مقدم

  - صرفاً زیرنظر دولت
    -       - مهد کودک
- بهداشت و درمان
- خانه بهداشت سردق
- خدمات عمومی
- مخابرات
- پست بانک
- ورزشی
- چمن مصنوعی

### برای عموم مردم شهرستان
- پست برق ۱۳۲ کیلو

## شورای اسلامی
| نام نامزد           | تعداد آرا | وضعیت انتخاباتی | شرکت متوالی در انتخابات | جایگاه در شورا            | توضیحات                |
| ------------------- | --------- | --------------- | ----------------------- | ------------------------- | ---------------------- |
| اسماعیلی حسین       | ۳۷۸       | برنده           | نه                      | منشی شورا                 |                        |
| اکبری محمد          | ۸۳        | نامزدشده        | نه                      | فاقد                      |                        |
| بلوکیان محمد        | ۴۶۳       | برنده           | نه                      | نایب رئیس شورا در سال دوم |                        |
| خیری‌زاده نعمت‌الله   | ۳۴۴       | برنده           | نه                      | رئیس شورا                 |                        |
| زینتی رضا           | ۲۸۹       | نامزدشده        | نه                      | فاقد                      | بعنوان دهیار انتخاب شد |
| فرامرزی یدالله      | ۳۲۹       | برنده           | آری                     | نایب رئیس شورا در سال اول | چهارمین دوره پیاپی     |
| محمودی سنگچولی محمد | ۳۰۰       | برنده           | نه                      | عضو عادی شورا             |                        |